# Centla (municipi)
Centla és un municipi de l'estat mexicà de Tabasco, a la regió del riu Usumacinta i a la subregió dels Pantans.
El cap municipal n'és la ciutat i port de Frontera.
Té una extensió de 3.093 km², que corresponen al 10,8% del total de l'estat; això en col·loca el municipi en el quart lloc en extensió territorial.

## Toponímia
El seu nom prové del vocable náhuatl Cin-tla, que significa 'Al dacsar'.

## Història
La història dels primers pobladors del municipi de Centla es perd en la immensitat del temps; açò, unit als pocs monuments històrics existents, fa molt difícil esclarir aquest misteri.

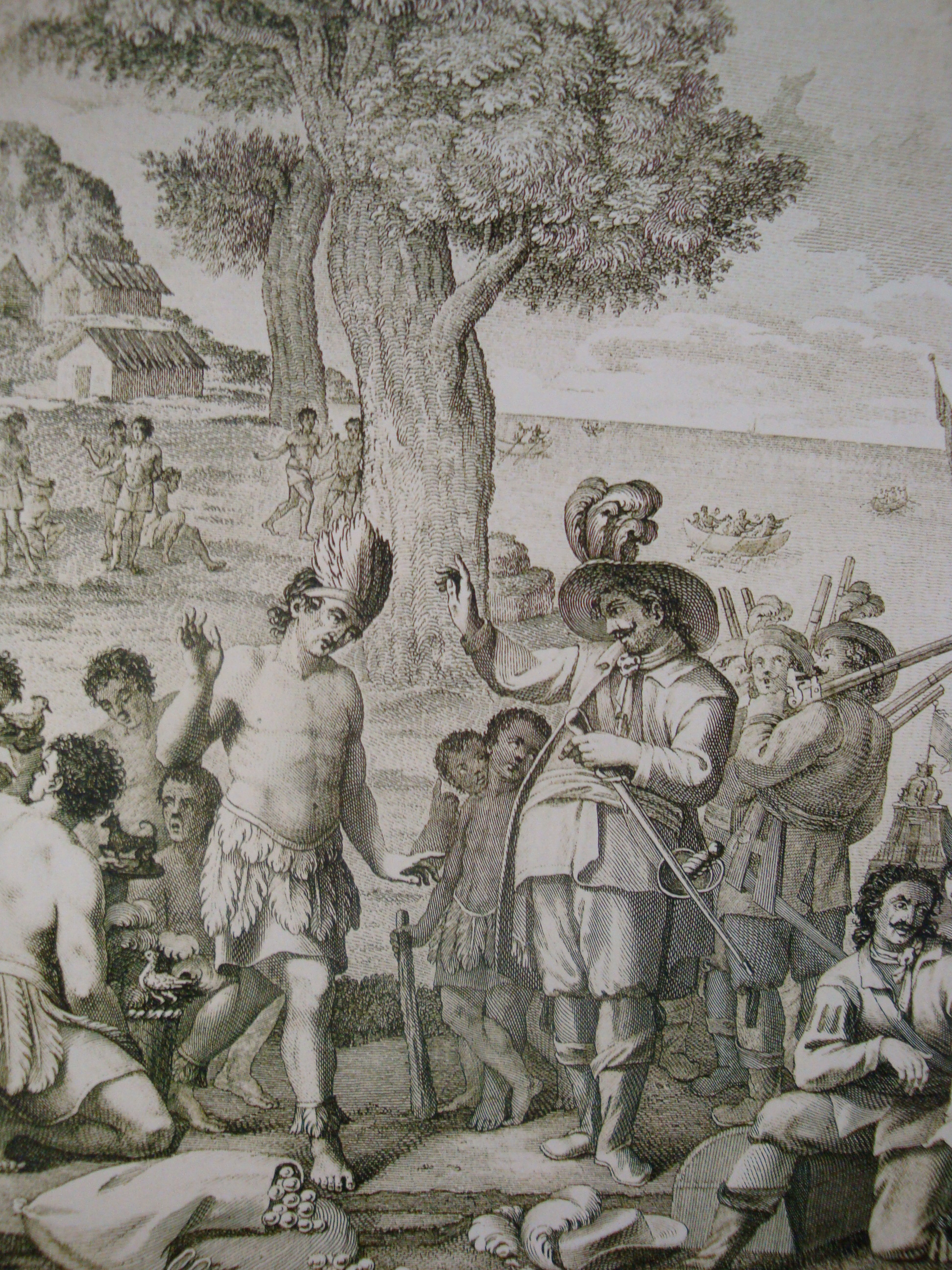
Trobada entre el cacic maia Tabscoob i l'invasor espanyol Juan de Grijalva a Potonchán

El que se'n sap és que les planes de Centla estaven molt poblades pels maies chontals a l'arribada dels invasors espanyols al 1518. La població més important n'era Potonchan, ciutat cabdal del senyoriu de Tabscoob, que tenia un intens comerç per ser un pont natural entre els maies de les terres altes del Petén guatemalenc i el senyoriu d'Acalan amb les poblacions maies de la península de Yucatán i fins i tot amb els mexiques i altres cultures de l'Altiplà Central.
Juan de Grijalva fou el descobridor espanyol d'aquestes terres, quan el 7 de juny del 1518 descobrí el riu en aquells temps anomenat riu Tabasco, i que des d'aquesta data es diu "Grijalva": desembarcà a Potonchan i s'entrevistà amb les autoritats maies, fins i tot es diu que Grijalva li regalà el seu gipó de vellut vermell al cacic maia Tabscoob, que li regalà unes joies en bescanvi.
El 12 de març del 1519 desembarcà a la Punta de los Palmares l'invasor espanyol Hernán Cortés, i entrà pel riu Grijalva fins al poblat de Potonchan, que va conquerir per la força.

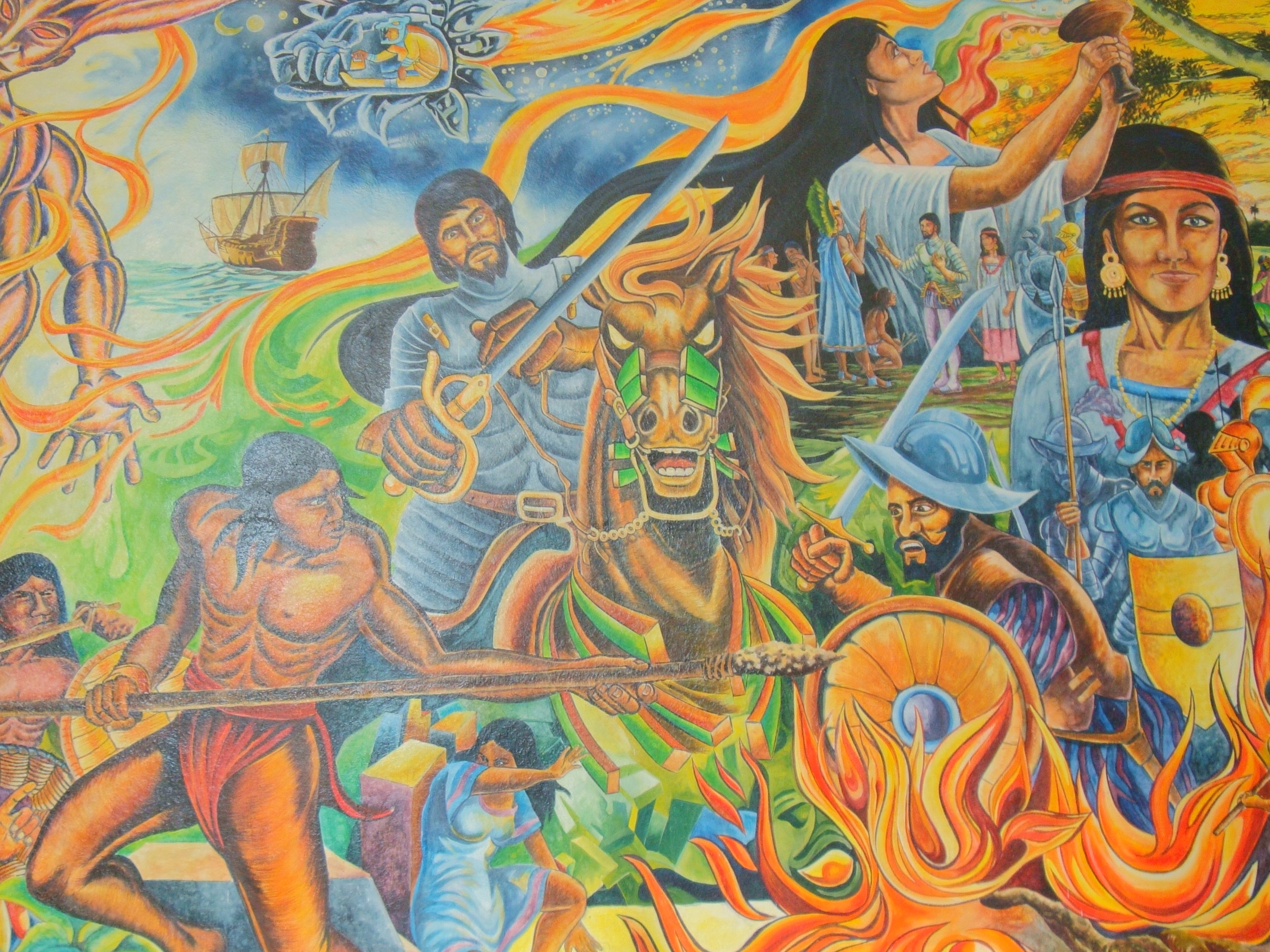
Batalla de Centla, en què participà per primera vegada el cavall en una guerra a Amèrica

És així com, el 14 de març del 1519, ocorregué en aquestes planes de Cintla la que seria la primera gran batalla entre indígenes i invasors espanyols en la Nova Espanya, la famosa batalla de Centla, en què hi havia, segons l'espanyol Bernal Díaz del Castillo, més de 40.000 amerindis, i on intervingué per primera volta el cavall en una batalla a Amèrica, provocant un veritable impacte en els indígenes, ja que pensaven que cavall i genet eren el mateix ésser, la qual cosa fou determinant per a la victòria dels invasors.
Després de la victòria, el 25 de març del 1519, Hernán Cortés s'acostà al tronc d'un gran capoquer (arbre sagrat dels maies) i, donant-hi dos cops amb l'espasa, prengué possessió de les terres en nom dels monarques espanyols, i hi fundà la vila de Santa Maria de la Victoria, primera població espanyola a Mèxic. Aquest dia els invasors feren també la primera missa cristiana en territori americà.
El 8 de maig de 1525, arriba a la vila de Santa Maria de la Victoria Juan de Vallecillo, que seria el primer governador espanyol de la província de Tabasco, amb el propòsit de "pacificar" la província, cosa que no aconsegueix. El 1526, Cortés hi envia a Baltazar de Osorio, que també hi fracassa.
El 1529 hi arriba Francisco de Montejo, que el 1535 aconsegueix "pacificar" parcialment la província i comença a organitzar des d'ací la conquesta espanyola de Yucatán i Cozumel.
El 1557 comencen a sofrir les primeres incursions dels pirates a les costes de Centla, i el 1558 els pirates s'apoderen de l'illa de Tris (hui illa del Carme), i intensifiquen els seus atacs a la capital provincial de Tabasco, la qual incendien i destrueixen, i en destaquen els atacs de 1597, 1600, 1614 i 1639, la qual cosa provoca que a poc a poc els habitants de la vila de Santa María de la Victoria vagen abandonant-la, fins que el 24 de juny del 1641 els espanyols per decret signat pel virrei Diego López Pacheco traslladen els poders de la província a la vila de San Juan Bautista (hui Villahermosa): els pocs habitants que hi restaven abandonen la vila de Santa Maria de la Victoria.
La ciutat i port de Frontera fou fundada el març del 1780 quan el capellà Tomás Herguera, amb un grup d'espanyols, funda la vila de San Fernando de la Frontera. Anys més tard, se li canviaria el nom pel de Guadalupe de la Frontera, que fou la duana estatal al 1829 i 1834, i per decret del president espanyol Benito Juárez, des de l'1 de desembre de 1871 el port de Frontera és seu de la duana marítima de Tabasco.

El 5 de desembre del 1833 es declara a Frontera l'epidèmia del còlera que provocà gran quantitat de morts. El baró de Waldeck, viatger txecoslovac que fou el primer viatger de renom que visità Tabasco, hi escriuria:
| « | ..."El 5 de desembre del 1833 es declarà el còlera al poblet de Frontera... quan hi vaig arribar l'epidèmia feia estralls i una altra calamitat no menys funesta, la guerra civil, estava a punt d'esclatar..." | » |

## Localització
El municipi de Centla se situa a la regió de l'Usumacinta i la subregió Pantanos; el cap n'és Frontera, que es troba al nord de l'estat.
Limita al nord amb el golf de Mèxic, al sud amb els municipis de Macuspana i Centro, a l'est amb l'estat de Campeche i el municipi de Jonuta, i a l'oest amb els municipis de: Centro, Nacajuca, Jalpa de Méndez i Paraíso.

## Principals Ecosistemes

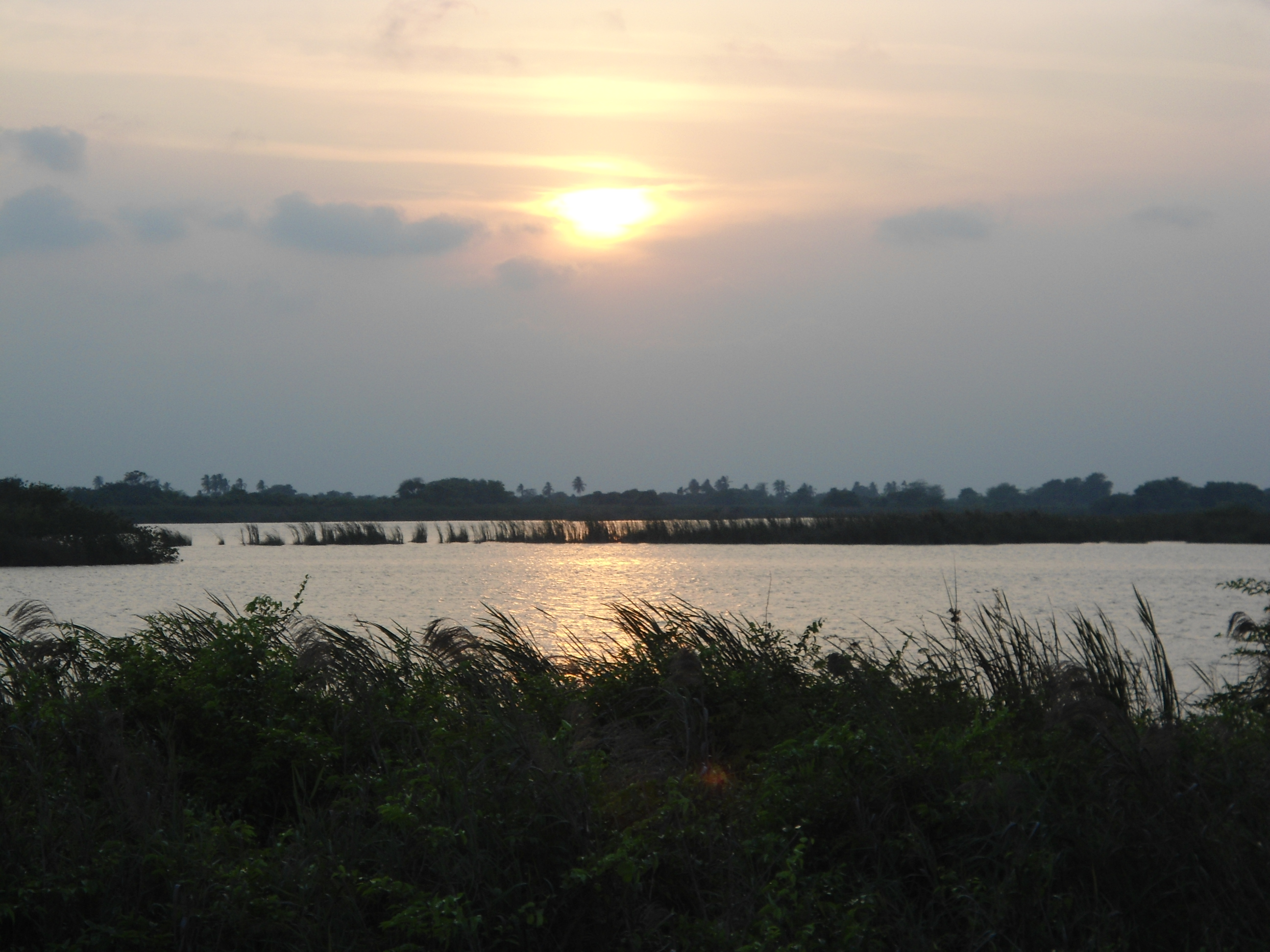
Reserva ecològica Pantanos de Centtla

El principal ecosistema són els Pantanos de Centla, considerats reserva de la biósfera, amb una extensió de 302,706 ha, que abasta part de les zones baixes dels municipis de Jonuta i Macuspana, i que és considerat l'aiguamoll més important de Mesoamèrica i un dels 15 més importants del món.
La vegetació predominant n'és la selva i la sabana. La flora n'és la pròpia dels climes càlids i humits.

| Mamífers Zaraguato (Amenaçada) Mico de Nit (Amenaçada) Eriçó (Amenaçada) Os rentador (Amenaçada) Llúdria (Amenaçada) Manatís (Amenaçada) Aus Calàndries (Amenaçada) Senzontle (Amenaçada) Pelicà (Amenaçada) Colibrí (Amenaçada) Cotorra (Amenaçada) Lloro (Amenaçada) Esparver (Amenaçada) Guaraguao (Amenaçada) Rèptils Nauyaca (No amenaçada) Coral (No amenaçada) Sabuyan (No amenaçada) Colobra d'aigua (No amenaçada) Fauna marina Pochitoque (Amenaçada) Guao (Amenaçada) Pejelagarto (Amenaçada) Pigua (Amenaçada) Gambeta de riu (No amenaçada) Gambeta de mar (No amenaçada) Hicotea (Amenaçada) Tortuga de mar (Amenaçada) Verada (Amenaçada) Gerna (Amenaçada) Mantarraya (Amenaçada) Peix espasa (Amenaçada) Peix serra (Amenaçada) Llisa (Amenaçada) Saboga (Amenaçada) Tauró (No amenaçada) Agua mala (No amenaçada) |

### Tipus de vegetació
Hi perduren la selva alta perennifòlia i subperennifòlia, selva mitjana subcaducifòlia, selva baixa perennifòlia, popal, tular, canyissar, matoll espinós inundable, matoll inerme inundable, palmar inundable, pasturatge natural i conreat, sabana, palmar inundable, vegetació aquàtica i subaqüàtica.
- Tipus d'hàbitats: dunes, pantans, sorramolls, manglars, marjals d'aigua dolça i salobre, illes fluvials.

## Recursos naturals
Hi ha arbres amb fusta utilitzada per a l'elaboració d'habitatges i mobles, així com recursos provinents del mar, rius, llacunes i pantans on hi ha una gran extensió de zones de manglars; aquest municipi es considera el de major potencial pesquer de l'estat. Alguns arbres representatius en són:
Mangle (Amenaçada)
Coco (Amenaçada)
Cedre (Amenaçada)
Guaya (No amenaçada)
Caimito (No amenaçada)
Guanaba (No amenaçada)
Pomarosa (No amenaçada)
Pan de sopa (No amenaçada)
Mango (No amenaçada)
Hi ha també importants jaciments petrolífers: actualment 56 pous petroliers en 12 camps, que tenen una producció diària de 29,127 barrils i un volum de producció diària de gas natural de 161,9 milions de peus cúbics.

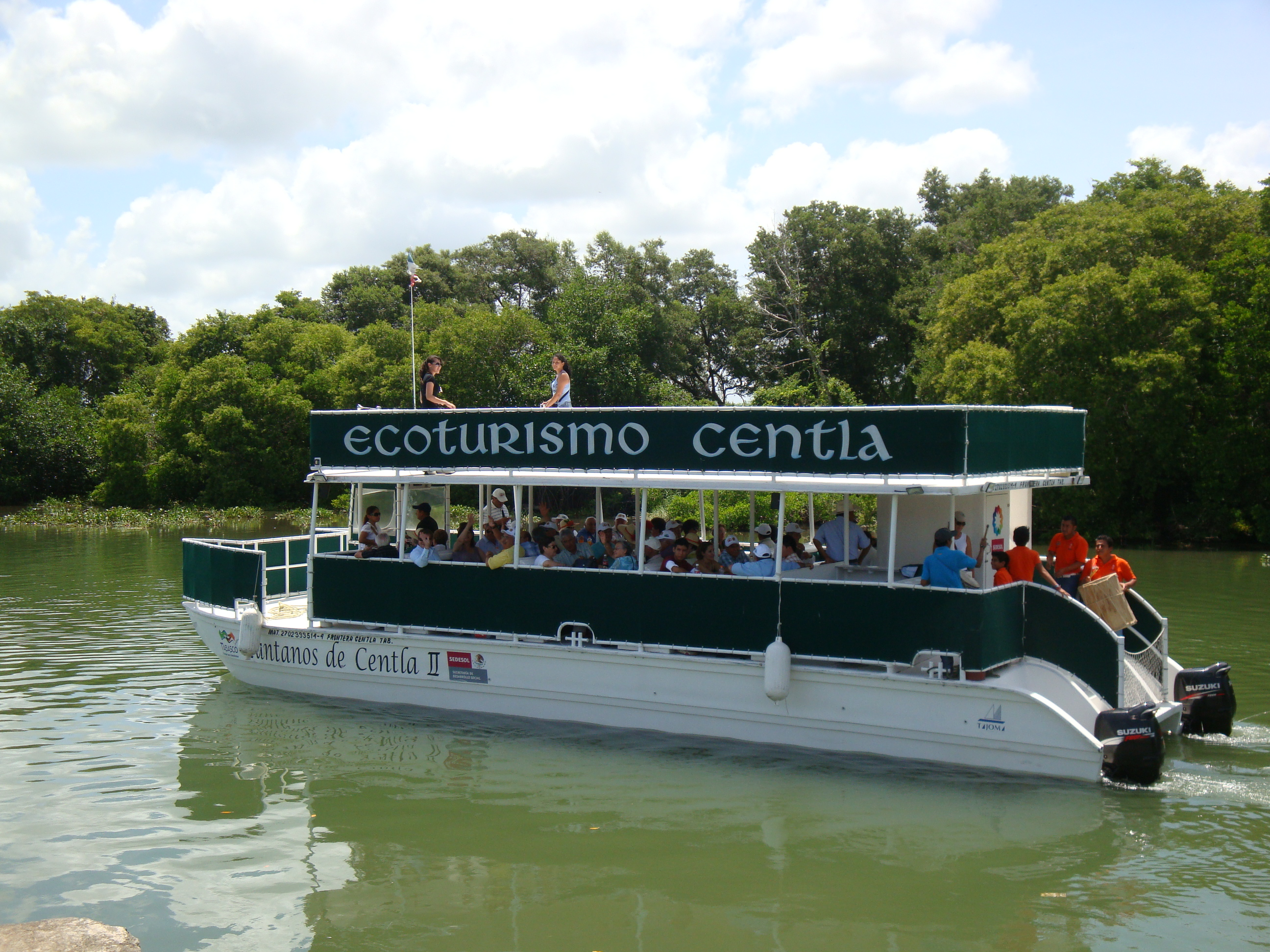
Catamarà turístic, que fa el recorregut des del port de Frontera fins als Pantans de Centla

### Ecoturisme

#### Reserva de la Biosfera Pantans de Centla

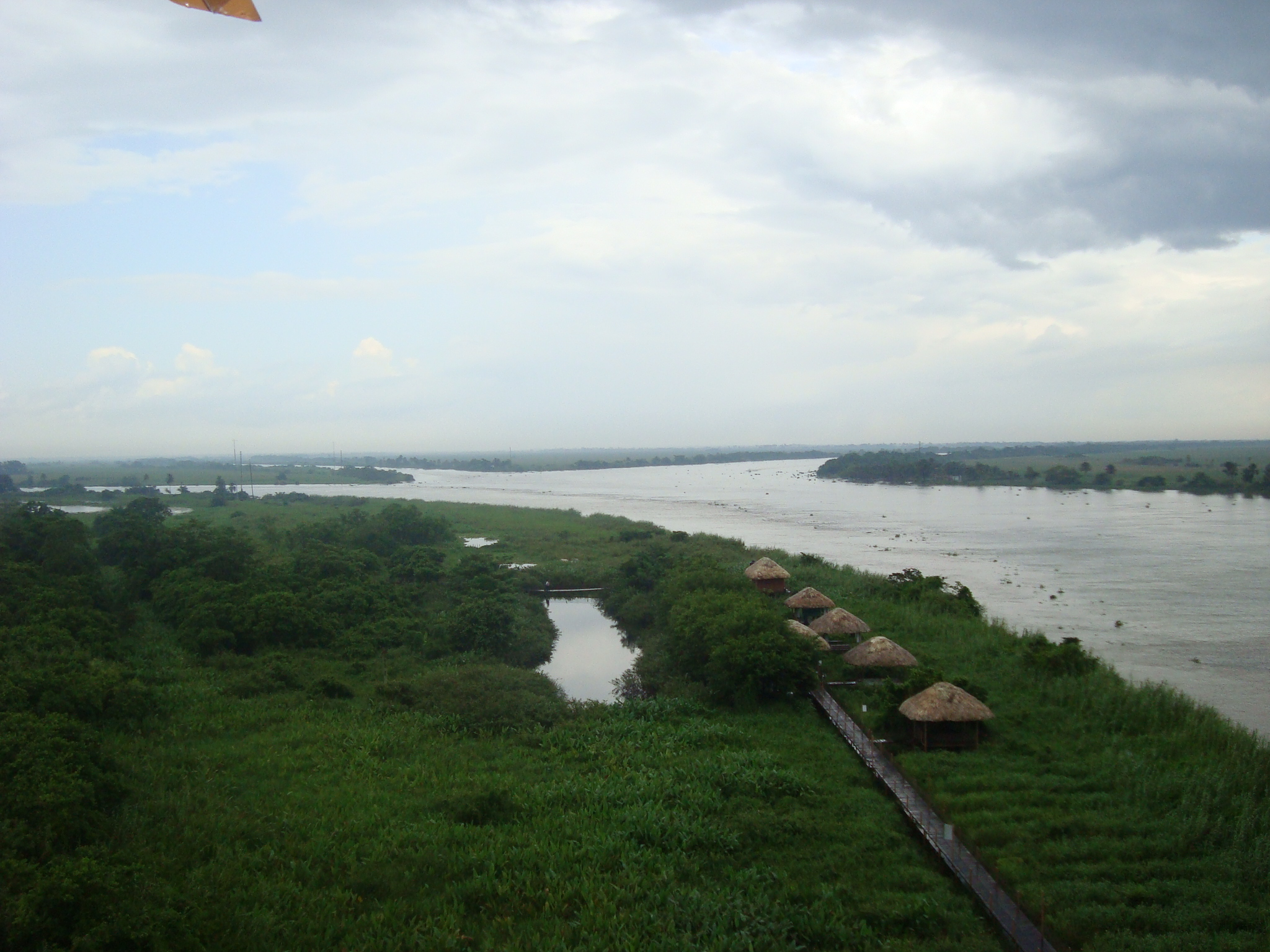
Estació "Tres Braços" i "La Casa de l'Aigua" dins la Reserva de la Biosfera Pantans de Centla

Per a l'activitat ecoturística el municipi inclou els Pantans de Centla, Reserva de la Biosfera des del 1992: és l'àrea d'aiguamolls protegits més extensa de Nord-amèrica, doncs té 302,706 hectàrees i és considerat un dels 15 aiguamolls més importants del món. Ara es troba en la llista a l'espera de la UNESCO per ser nomenat "Patrimoni de la Humanitat".
En la Reserva de la Biosfera Pantans de Centla hi ha l'estació "Tres Braços", centre de vigilància de la reserva, així com un centre de guia ambiental. També hi ha la "Casa de l'Aigua" que conté un museu, torre de vista panoràmica, i un moll per a recorreguts per la reserva.

## Demografia

### Grups ètnics
El municipi té una població ameríndia de 11.042 habitants, dels quals 3.266 parlen la llengua chontal de Tabasco; la resta són altres grups ètnics. Les seues activitats principals són l'agricultura, la ramaderia i la pesca; a causa dels alts índexs de marginació en el municipi s'ha dificultat el desenvolupament social i econòmic de les comunitats indígenes.
D'acord amb els resultats preliminars del XIII Cens General de Població i Habitatge del 2010 de l'INEGI, el municipi té 102.110 habitants, 50.925 homes (49,88%), i 51.185 dones (50,12 %), la qual cosa representa el 4,6% de la població total de l'estat; la densitat del municipi és de 38 hab/Km2.

## Cultura

### Artesania

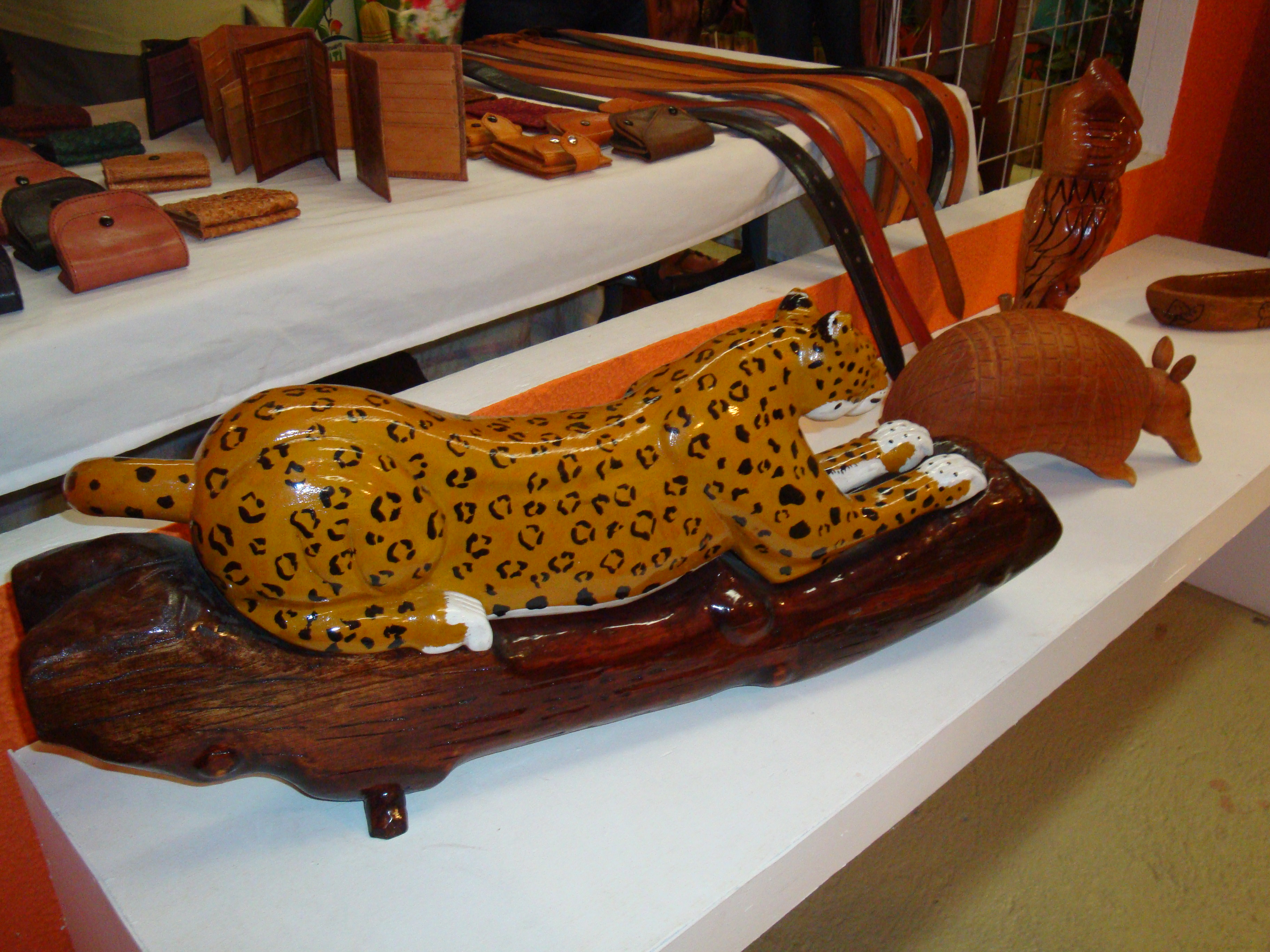
Figures tallades en fusta i articles de pell. Artesania típica del municipi

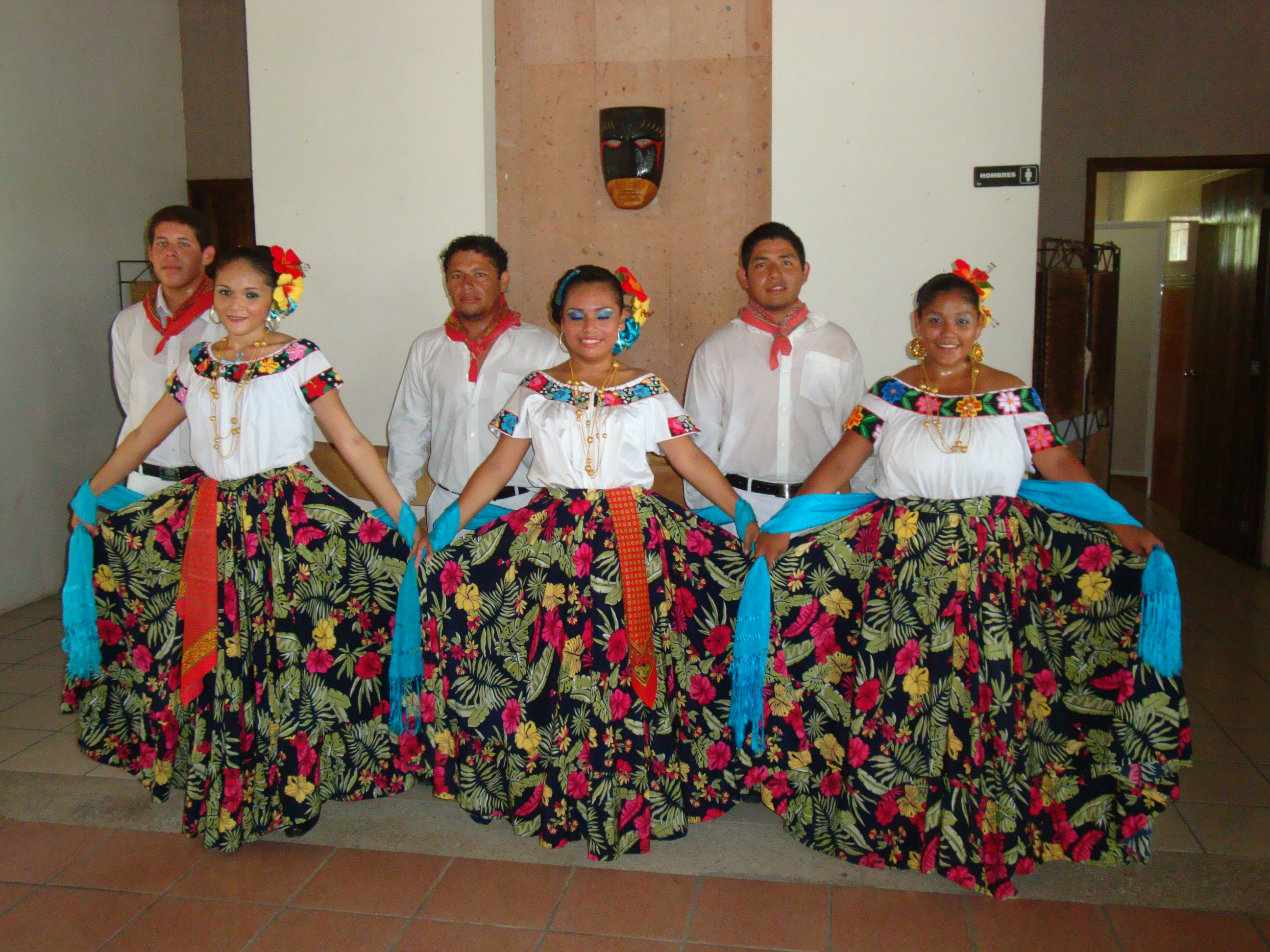
Integrants del Ballet Folklòric municipal de Centla

S'elaboren, amb dents i mandíbules de tauró, petxines, caragols, escates, estreles de mar, etc. Es fabriquen també objectes de fusta, pells i lliri aquàtic.

### Ballet Folklòric de Centla
El Ballet Folklòric del municipi de Centla nasqué el 19 de març del 1982 en les instal·lacions de l'escola secundària federal "Enginyer Félix Fulgencio Palavicini".
Format per 45 persones entre ballarins i tabaleters, ha participat en diferents estats de la república i diversos estats del món.

### Tradicions i costums
Hi ha els festeigs de la vila Quintín Arauz, on any rere any es balla la dansa del Ball Vell. I la Fira de la Integració de Frontera, del 26 de gener al 2 de febrer. A més de la fira municipal i les fires dels diferents centres integradors.

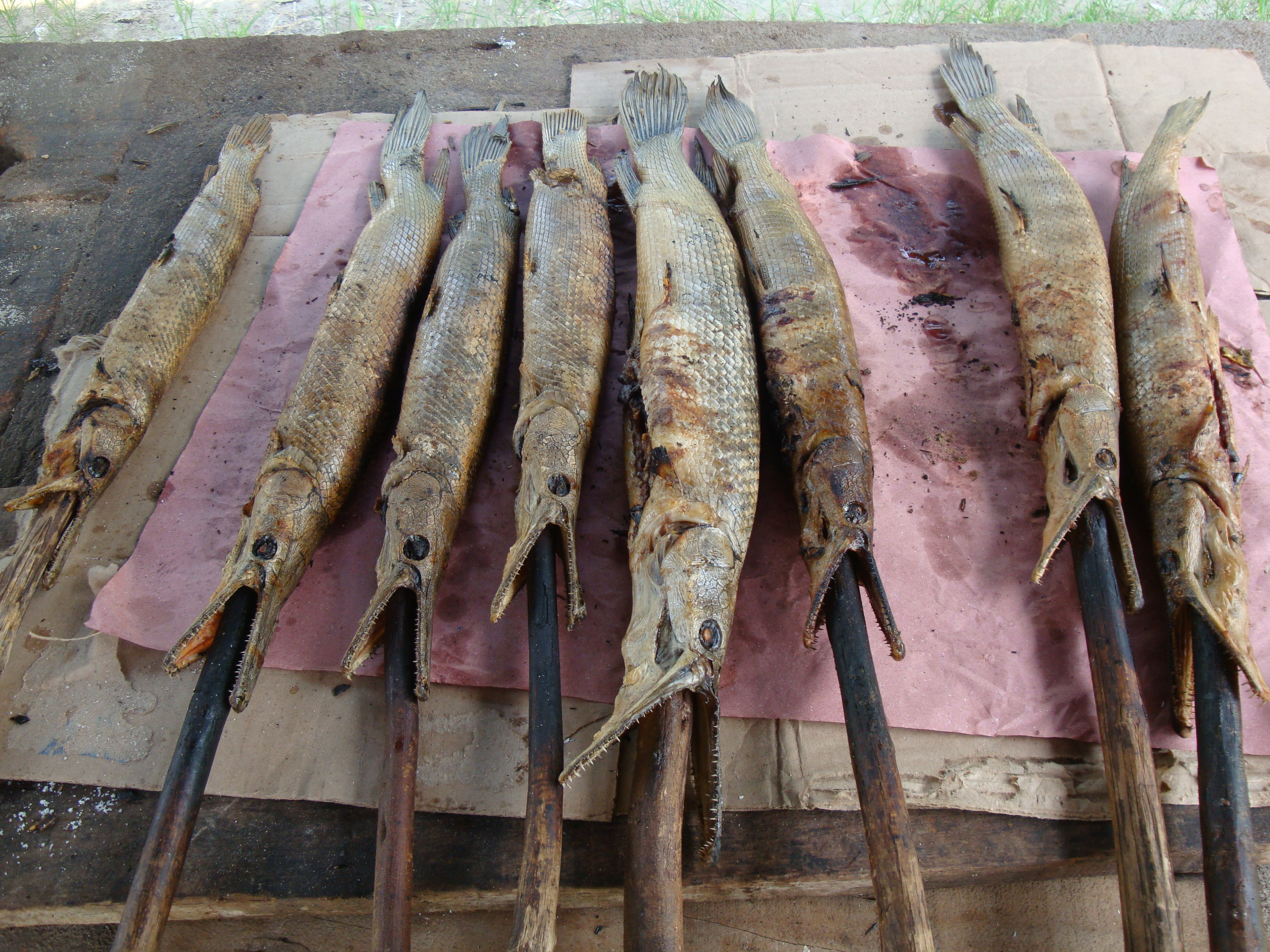
Pejelagarto rostit, un plat de la gastronomia de Centla

## Vegeu
- Tabasco.
- Governants de Tabasco.
- Municipis de Tabasco.
- Villahermosa.